# Мамука (царевич Имеретии)
Мамука (груз.: მამუკა; род. ок. 1610, Имеретинское царство — ум. 1654, Мегрельское княжество) — грузинский царевич (батонишвили) из имеретинской ветви династии Багратионов. 
Сын царя Имеретии, Георгия III.  Он был ведущим полководцем в серии войн с мтаваром Мегрельского княжества, Леваном II Дадиани, который захватил Мамуку в 1647 году и ослепил его. Мамука умер в плену у Левана II Дадиани. В какой-то момент в 1630-х годах бездетный царь Картли, Ростом-хан, считал Мамуку своим наследником.

## Биография
Мамука был сыном царя Имеретии, Георгия III (годы правления 1605–1639) от его жены Тамар и младшим братом преемника Георгия, Александра III (годы правления 1639–1660). Оба этих царя постоянно подвергались преследованиям со стороны своего мятежного соседа, Левана II Дадиани, мтавара Мегрелии. Способный воин, прославленный грузинскими летописцами за храбрость, Мамука сыграл заметную роль в войне с Дадиани.
К этому времени возмужал Мамука, брат царя Александра, и был сей Мамука мужественный, смелый, прекрасный, проворный и весьма отважный. Начал он сражаться с Леваном Дадианом помалу и убивал его воинов многих и перебил он их многажды, так что мегрелы не смели встречаться с ним и видевшие его тотчас убегали. Поэтому Леван Дадиани весьма старался убить или схватить его.Вахушти Багратиони, история царства Грузинского (жизнь Имерети)
Леван попытался привлечь на свою сторону Мамуку, женив батонишвили на своей дочери; вместо этого Мамука женился на имеретинской принцессе из рода Чхеидзе; от этого брака у него был сын Арчил (род. 1675– ум. 1683), чей сын Мамука (ок. 1685–1687) был последним известным потомком ветви этой семьи.

### Преемник царя Картли, Ростом-хана
В 1634 году Георгий III попал в руки мегрелов, и Александру пришлось заплатить выкуп. Царевич Мамука и его тесть, Бежан Чхеидзе укрылись у Юсуфа I, османского паши Ахалцихе, и жили там, время от времени совершая набеги на Имеретию и Гурию, пока их не призвал Ростом, бездетный царь Картли, чтобы Мамука стал его усыновленным сыном и наследником престола Картлийского царства.

### Покушение на Ростома
Однако группа картлийских дворян, которые убедили Ростома усыновить Мамуку в силу его храбрости, царского происхождения и династического родства, затем вступили в сговор с Чхеидзе, чтобы убить Ростома и сделать Мамуку царем Картли.
Заговор провалился, когда убийца принял слугу царской бани за царя и совершил на него покушение, после чего был вынужден бежать, оставив слугу тяжело раненым. Ростом воздержался от огласки инцидента и посредством частного письма терпеливо вынудил Мамуку вернуться в Ахалцихе. Чхеидзе и его люди остались в Картли, чтобы продолжить борьбу с Ростомом.

## Последние годы
К 1647 году Мамука снова оказался в Имеретинском царстве, возглавив сопротивление возобновленному наступлению Левана II Дадиани. Верхом на своей любимой оленьей шкуре он сеял ужас среди мегрелов. В одном из нападений князя Дадиани на Имеретинское царство, Александр III, царствующий брат Мамуки, спрятал оленью шкуру коня принца, чтобы помешать ему идти в бой, то ли из страха потерять брата, то ли, как поговаривали, из зависти к его воинской доблести. Мамука спешил атаковать мегрелов, обратив их в бегство. Его лошадь споткнулась, когда Мамука пронзил убегающего вражеского всадника, и царевич упал на землю, где был схвачен и доставлен в цепях к князю Дадиани.
А у Мамуки была буланая лошадь большая, сильная и горячая, столкновение с которой не выдерживали мегрельские кони. В один день пришел Леван Дадиани с войском. Узнал об этом Мамука, вооружился и собрался идти, но царь Александр не разрешал идти, ибо боялся его гибели и поэтому упрятал его буланую, чтоб отказался он идти (Говорят, [что] спрятал [царь] коня из-за зависти к его доблести (прим. Вахушти)). Тогда нетерпеливый Мамука отправился на другой лошади и увидев его, мегрелы убежали. Догнал их Мамука, ударил копьем и сбросил всадника с лошадью наземь. Однако споткнулась лошадь Мамуки и пали оба. Видевшие это мегрелы вернулись, схватили Мамуку и доставили к Левану Дадиану. Обрадовался тот и взял с собой и заточил в крепость.Вахушти Багратиони, история царства Грузинского (жизнь Имерети)
Теймураз I, кахетинский царь в изгнании, который был связан родством как с царем Имеретии, так и с князем Дадиани, попытался договориться об освобождении Мамуки, но Леван ответил ему отказом по наущению Пааты Негодяя. Во время очередной вспышки военных действий с Имеретией, Дадиани ослепил Мамуку в тюрьме. Царь Имеретии, Александр III, брат Мамуки, пожаловался царю Картли, Ростом-хану, и последний, с согласия своей жены Мариам, сестры Левана Дадиани, торжественно проклял князя Мегрелии.
После этого Левана Дадиана охватила зависть и не пожалел юность и красоту его, послал людей в крепость и ослепил узника Мамуку царевича. И потом после немного времени умер Мамука лета Христова 1654, грузинского 342.Вахушти Багратиони, история царства Грузинского (жизнь Имерети)
Мамука остался в плену, в котором и умер в 1654 году, оплакиваемый в Имеретии и Картли.